# NGC 2468
NGC 2468 este o galaxie lenticulară situată în constelația Linxul. A fost descoperită în 1 ianuarie 1865 de către Heinrich Louis d'Arrest. Se află la o distanță de 123,29 de megaparseci de Pământ.